# Marika Lehtimäki
Marika Lehtimäki, född den 7 februari 1975 i Tammerfors i Finland, är en finländsk ishockeyspelare.
Hon tog OS-brons i damernas ishockeyturnering i samband med de olympiska ishockeytävlingarna 1998 i Nagano.